# سیارک ۱۰۱۹۳
سیارک ۱۰۱۹۳ (به انگلیسی: 10193 Nishimoto، نامگذاری:1996PR1) ده هزار و صد و نود و سومین سیارک کشف شده‌است که در ۸ اوت ۱۹۹۶ کشف شد.
قدر مطلق سیارک برابر ۱۳٫۹۰ است.